# Litenčice
Litenčice (deutsch Litentschitz, früher Littentschitz, Litenschitz) ist eine Minderstadt in Tschechien. Sie liegt 18 Kilometer südwestlich von Kroměříž und gehört zum Okres Kroměříž.

## Geographie
Litenčice befindet sich auf einer Anhöhe im Litentschitzer Hügelland. Am südlichen Ortsausgang entspringt der Bach Litenčický potok, am östlichen Ortsrand die Litavka. Nördlich erhebt sich der Kleštěnec (498 m), im Nordosten der Vinohrádek (454 m), östlich der Na Čupech (360 m), im Südosten der Chlum (402 m) und Lášovec (372 m), südlich der Na Pasekách (380 m), im Westen der Hradisko (518 m) sowie nordwestlich die Lopata (429 m) und Krahula (450 m).
Nachbarorte sind Prutník, Morkovice und Slížany im Norden, Vinohradčík, Zdislavice und Hoštice im Nordosten, Honětice im Osten, Rozárov, Roštín und Strabenice im Südosten, Chvalnov, Nový Dvůr Marie und Kožušice im Süden, Kunkovice und Nemochovice im Südwesten, Nítkovice im Westen sowie Orlovice, Boří za Zdravou Vodou, Lhota und Skavsko im Nordwesten. 

## Geschichte
Litenčice war bereits während des Großmährischen Reiches besiedelt, auf der Anhöhe Obecnice wurde ein aus dieser Zeit stammendes Gräberfeld mit 153 Gräbern aufgefunden.  
Die erste schriftliche Erwähnung Lutincicih erfolgte 1141 in einem Besitzverzeichnis des Olmützer Bischofs Heinrich Zdik unter den Gütern des Archidiakonats Spytihněv. Seit dem 14. Jahrhundert befand sich das Dorf in weltlichem Besitz. 1351 wurde es als Lyvtenczicz und 1371 als Litenczicz bezeichnet. Die Besitzer wechselten mehrfach und seit der Mitte des 14. Jahrhunderts diente eine Feste als Sitz der Herrschaft. Diese wurde 1437 erstmals urkundlich genannt, als Pavlík von Pržno sie zusammen mit dem Hof und einem Teil des Dorfes an Arkleb von Kunkovice und Zástřizl überließ. Die Kunkovický von Zástřizl hielten Litenczicz bis 1509, danach folgten bis 1554 die Kropáč von Nevědomí. Ab 1568 gehörte die Herrschaft dem ungarischen Katholiken Gabriel Meylath von Fagarosch. 1572 wurde der Ort Lytencžycze genannt. Im Jahre 1618 kaufte Ulrich von Kaunitz Witwe Ludmilla von Ruppau die Herrschaft für 64.000 Gulden. Zu den nachfolgenden Besitzern gehörte der Graner Bischof Péter Pázmány, der die Feste zu einem Schloss umgestalten ließ. Der Umbau wurde nach Pázmánys Tod 1667 vollendet. 1697 erwarb Franz Hannibal Freiherr von Stomm auf Chvalnov die Herrschaft und vereinigte das Gut Chvalnov mit Littentschitz. Er verkaufte beide Güter 1713 an Franz Wilhelm Freiherr von Thonsern. Ihm folgte dessen Sohn Franz Josef (1701–1778), der als Mechaniker Bekanntheit erlangte. Mit ihm erlosch das Geschlecht von Thonsern im Mannesstamme. 1778 erbte Franz Anton Podstatzky von Prusinowitz unter der Bedingung der Übernahme des Namens Thonsern den Besitz. Daraus entstand der Familienzweig der Podstatzky-Thonsern. Bis zur Mitte des 19. Jahrhunderts blieb Litenčice immer eine selbstständige Herrschaft. 
Nach der Aufhebung der Patrimonialherrschaften bildete Litenčice / Littentschitz ab 1850 eine Marktgemeinde in der Bezirkshauptmannschaft Kremsier. Nach der Machtübernahme durch die Kommunisten wurden die Podstatzky-Thonsern 1948 enteignet. 1986 wurde Strabenice eingemeindet. Seit dem 23. Oktober 2007 besitzt Litenčice wieder den Status eines Městys.

## Ortsgliederung
Der Městys Litenčice besteht aus den Ortsteilen Litenčice (Litentschitz) und Strabenice (Strabenitz) sowie den Ansiedlungen Nový Dvůr Marie (Spanischer Hof) und Prutník.

## Sehenswürdigkeiten
- Schloss Litenčice, es entstand unter Péter Pázmány aus einer seit 1437 nachweislichen Feste und wurde 1667 vollendet. Seine heutige Gestalt erhielt es zum Ende des 18. Jahrhunderts unter Franz Podstatzky-Thonsern. Nach der Enteignung der Familie im Jahre 1948 gelangte das Schloss in Staatsbesitz und verkam. 1993 ging es in Restitution an die Familie Podstatzky zurück.
- Kirche St. Peter und Paul, erbaut um 1700
- Kruzifix an der Kirche, geschaffen 1757
- Marienkapelle am südlichen Ortsausgang
- Kapelle in Strabenice